# باد گویزرن ام هالشترزی
باد گویزرن ام هالشترزی (به آلمانی: Bad Goisern am Hallstättersee) یک منطقهٔ مسکونی در اتریش است که در ناحیه گموندن واقع شده‌است. باد گویزرن ام هالشترزی ۷٬۵۷۸ نفر جمعیت دارد.